# 건담 개발 계획
건담 개발 계획(영어: Gundam Development Project, 일본어: ガンダム開発計画)은 애니메이션 《건담 시리즈》에 등장하는 가공의 군사 계획이다. 1991년부터 발매된 OVA 《기동전사 건담 0083 스타더스트 메모리》에서 처음으로 등장했다.
《기동전사 건담》에 등장하는 주역 모빌 슈트(MS)인 건담의 고성능화를 위해 우주세기 0080년대 초에 "최강의 모빌 슈트"를 개발할 계획이며, 건담 프로젝트(영어: Gundam Project, 일본어: ガンダム・プロジェクト)라고도 불린다.

## 같이 보기
- 기동전사 건담 0083 스타더스트 메모리

## 주해
1. ↑  계획명의 첫 등장은 OVA 제11화의 나코하 나가토 소령의 대사에서다.